# Patones
Patones é um município da Espanha na província e comunidade autónoma de Madrid, de área 35 km² com população de 518 habitantes (2007) e densidade populacional de 10,87 hab/km².
A mais de 830 metros de altitude, em plena Sierra Norte de Madrid, Patones é uma localidade muito visitada graças à sua peculiar arquitectura negra de ardósia. Divide-se Patones de Arriba e Patones de Abajo, duas zonas que comunicam através da Senda ecológica do El Barranco.

## Demografia
| Variação demográfica do município entre 1991 e 2004 | Variação demográfica do município entre 1991 e 2004 | Variação demográfica do município entre 1991 e 2004 | Variação demográfica do município entre 1991 e 2004 |
| --------------------------------------------------- | --------------------------------------------------- | --------------------------------------------------- | --------------------------------------------------- |
| 1991                                                | 1996                                                | 2001                                                | 2004                                                |
| 338                                                 | 360                                                 | 354                                                 | 375                                                 |